# Jaromír Kalina
Jaromír Kalina (* 13. prosince 1965 Jihlava) je český politik, v minulosti pracoval jako sládek a ředitel výroby v pivovaru. Od roku 2014 je zastupitelem statutárního města Jihlavy (2014–2018 zároveň náměstek primátora a 2018–2019 náměstek primátorky). V letech 2016 až 2020 byl zastupitelem Kraje Vysočina. Je členem KDU-ČSL.

## Život
Vystudoval Vysokou školu chemicko-technologickou v Praze (získal titul Ing.). Osmnáct let pracoval na manažerských postech ve sklářství. Od roku 1995 navíc začal soukromě podnikat. V letech 2006 až 2014 byl zaměstnancem akciové společnosti Pivovar Jihlava, kde působil jako ředitel výroby a sládek. V letech 2011 až 2015 byl členem dozorčí rady HC Dukla Jihlava.
Jaromír Kalina je ženatý a má čtyři děti. Žije v Jihlavě.

## Politické působení
Od roku 2011 je členem KDU-ČSL, v letech 2013–2017 byl předsedou Krajského výboru KDU-ČSL Kraje Vysočina.
Ještě jako nestraník kandidoval za KDU-ČSL do Zastupitelstva města Jihlavy v komunálních volbách v roce 2010, ale neuspěl. Zastupitelem se stal až po volbách v roce 2014, kdy lidoveckou kandidátku vedl. Na začátku listopadu 2014 byl zvolen náměstkem primátora pro úsek správy majetku města a informatiku. Náměstkem primátorky byl zvolen i po následujících komunálních volbách v roce 2018, 30. června 2019 však na tuto funkci rezignoval.
Ve volbách do Poslanecké sněmovny PČR v roce 2013 kandidoval za KDU-ČSL v Kraji Vysočina, ale neuspěl.
V listopadu 2015 se stal lídrem KDU-ČSL v Kraji Vysočina pro krajské volby v roce 2016, v nichž byl zvolen krajským zastupitelem. Ve volbách v roce 2020 již nekandidoval.